# Mimosa calycina
Mimosa calycina är en ärtväxtart som beskrevs av George Bentham. Mimosa calycina ingår i släktet mimosor, och familjen ärtväxter. Inga underarter finns listade i Catalogue of Life.